# Western & Southern Open 2011
Western & Southern Open 2011 — 110-й розыгрыш ежегодного профессионального теннисного турнира среди мужчин и женщин, проводящегося в американском городе Мейсон и являющегося частью тура ATP в рамках серии Мастерс и тура WTA в рамках серии Премьер 5. Турнир прошёл с 15 по 21 августа. Соревнование продолжало североамериканскую серию хардовых турниров, подготовительную к сентябрьскому Открытому чемпионату США. Одиночные соревнования также входили в зачёт бонусной US Open Series.
Прошлогодние победители:
- в мужском одиночном разряде —  Роджер Федерер
- в женском одиночном разряде —  Ким Клейстерс
- в мужском парном разряде —  Боб Брайан и  Майк Брайан
- в женском парном разряде —  Виктория Азаренко и  Мария Кириленко

## US Open Series
К четвёртой соревновательной неделе борьба за бонусные призовые выглядела следующим образом:
| Поз. | Игрок              | Турниров 1 | Побед | Очков |
| ---- | ------------------ | ---------- | ----- | ----- |
| 1    | Марди Фиш          | 3          | 1     | 185   |
| 2    | Новак Джокович     | 1          | 1     | 100   |
| 3    | Эрнест Гулбис      | 1          | 1     | 85    |
| 4-6  | Джон Изнер         | 2          |       | 70    |
| 4-6  | Гаэль Монфис       | 2          |       | 70    |
| 4-6  | Радек Штепанек     | 1          | 1     | 70    |
| 7    | Янко Типсаревич    | 2          |       | 60    |
| 8    | Райан Харрисон     | 2          |       | 50    |
| 9    | Жо-Вильфрид Тсонга | 1          |       | 45    |

* — Золотым цветом выделены участники турнира.
1 — Количество турниров серии, в которых данный участник достиг четвертьфинала и выше (ATP Masters 1000) или 1/8 финала и выше (ATP 250 и ATP 500)
К третьей соревновательной неделе борьба за бонусные призовые выглядела следующим образом:
| Поз. | Игрок               | Турниров 1 | Побед | Очков |
| ---- | ------------------- | ---------- | ----- | ----- |
| 1    | Серена Уильямс      | 2          | 2     | 170   |
| 2    | Агнешка Радваньская | 3          | 1     | 130   |
| 3    | Саманта Стосур      | 1          |       | 70    |
| 4    | Вера Звонарёва      | 1          |       | 60    |
| 5    | Андреа Петкович     | 2          |       | 50    |
| 6-7  | Виктория Азаренко   | 1          |       | 45    |
| 6-7  | Марион Бартоли      | 1          |       | 45    |
| 8-9  | Ана Иванович        | 1          |       | 40    |
| 8-9  | Сабина Лисицки      | 2          |       | 40    |

* — Золотым цветом выделены участники турнира.
1 — Количество турниров серии, в которых данный участник достиг четвертьфинала и выше (Premier) или 1/8 финала и выше (Premier 5 и Premier Mandatory)

## Соревнования

### Мужчины. Одиночный турнир
Энди Маррей обыграл  Новака Джоковича на отказе соперника, при счёте 6-4, 3-0 в свою пользу.
- Маррей выигрывает свой 2-й титул в сезоне и 18-й за карьеру в основном туре ассоциации.
- Джокович уступил свой 1-й финал в сезоне и 14-й за карьеру в основном туре ассоциации.

### Женщины. Одиночный турнир
Мария Шарапова обыграла  Елену Янкович со счётом 4-6, 7-6(3), 6-3.
- Шарапова выигрывает свой 2-й титул в сезоне и 24-й за карьеру в туре ассоциации.
- Янкович уступила свой 2-й финал в сезоне и 14-й за карьеру в туре ассоциации.

### Мужчины. Парный турнир
Махеш Бхупати /  Леандер Паес обыграли  Ненада Зимонича /  Микаэля Льодра со счётом 7-6(4), 7-6(2).
- Бхупати выигрывает свой 3-й титул в сезоне и 49-й за карьеру в основном туре ассоциации.
- Паес выигрывает свой 3-й титул в сезоне и 47-й за карьеру в основном туре ассоциации.

### Женщины. Парный турнир
Ваня Кинг /  Ярослава Шведова обыграли  Натали Грандин /  Владимиру Углиржову со счётом 6-4, 3-6, [11-9].
- Кинг выигрывает свой 1-й титул в сезоне и 13-й за карьеру в туре ассоциации.
- Шведова выигрывает свой 2-й титул в сезоне и 5-й за карьеру в туре ассоциации.